# 이해창 (1953년)
이해창(李海昌, 1953년 4월 23일 ~ )은 전 KBO 리그 태평양 돌핀스의 외야수, 지명타자이다.

## 선수 경력

### MBC 청룡시절
KBO 리그 원년인 1982년에 MBC 청룡에 입단하면서 프로로 전향하려 했으나 1982년 세계 야구 선수권 대회 전력 유지를 위한 대한야구협회의 설득으로, 1년 뒤인 1983년에 MBC 청룡에 입단하였다. 

### 삼성 라이온즈시절
1984년 시즌 후 투수 이선희를 상대로 삼성 라이온즈에 트레이드되었다. 

### 청보 핀토스시절
1986년 시즌 후 청보 핀토스로 이적하였으며, 바로 이듬해인 1987년에는 시즌 도루 1위를 기록했다.

### 태평양 돌핀스시절
태평양화학이 청보 핀토스를 인수하며 1988년에 인계되었고 같은 해 시즌 후 은퇴한 뒤 1991년 KBS 라디오를 통해  방송국 해설 데뷔를 했는데 1989년부터 MBC TV 야구 해설위원을 역임했던 박영길 전 삼성 감독이 1990년 시즌 후  태평양 감독으로 부임하자 박영길 위원의 후임 물망에 한때 거론되기도 했다.

## 방송
- 2019년 KBS1 《TV는 사랑을 싣고》-  홍성흔의 은인

## 주요 기록
- 1983년 득점왕 (65득점)
- 1984년 득점왕 (62득점)
- 1987년 도루왕 (54도루)

## 등번호
- '1' - MBC 청룡, 태평양 돌핀스
- '11' - 삼성 라이온즈
- '87' - 청보 핀토스

## 출신 학교
- 인천서림초등학교
- 선린중학교
- 선린상업고등학교
- 건국대학교

## 통산 기록
| 연도 | 소속   | 타율  | 경기 | 타수 | 안타 | 2루타 | 3루타 | 홈런 | 타점 | 득점 | 도루 | 도실 | 4사구 | 삼진 | 병살 | 희생타 | 장타율 |
| ---- | ------ | ----- | ---- | ---- | ---- | ----- | ----- | ---- | ---- | ---- | ---- | ---- | ----- | ---- | ---- | ------ | ------ |
| 1983 | MBC    | 0.294 | 100  | 388  | 114  | 21    | 4     | 8    | 46   | 65   | 26   | 14   | 48    | 33   | 5    | 8      | 0.430  |
| 1984 | MBC    | 0.275 | 100  | 374  | 102  | 16    | 6     | 7    | 36   | 62   | 36   | 24   | 48    | 52   | 2    | 4      | 0.404  |
| 1985 | 삼성   | 0.270 | 109  | 352  | 95   | 12    | 3     | 7    | 43   | 63   | 14   | 11   | 54    | 48   | 5    | 7      | 0.381  |
| 1986 | 삼성   | 0.315 | 95   | 238  | 75   | 14    | 2     | 3    | 19   | 44   | 7    | 6    | 18    | 28   | 1    | 4      | 0.429  |
| 1987 | 청보   | 0.232 | 105  | 327  | 76   | 14    | 3     | 3    | 23   | 55   | 54   | 19   | 38    | 52   | 3    | 7      | 0.321  |
| 1988 | 태평양 | 0.237 | 68   | 194  | 46   | 11    | 1     | 4    | 14   | 28   | 7    | 7    | 36    | 26   | 7    | 1      | 0.366  |
| 통산 | 6시즌  | 0.271 | 577  | 1873 | 508  | 88    | 19    | 32   | 181  | 317  | 144  | 81   | 242   | 239  | 23   | 31     | 0.390  |

- 굵은 글씨는 시즌 최고 기록